# Mainistir Bhuithe (Monasterboice)

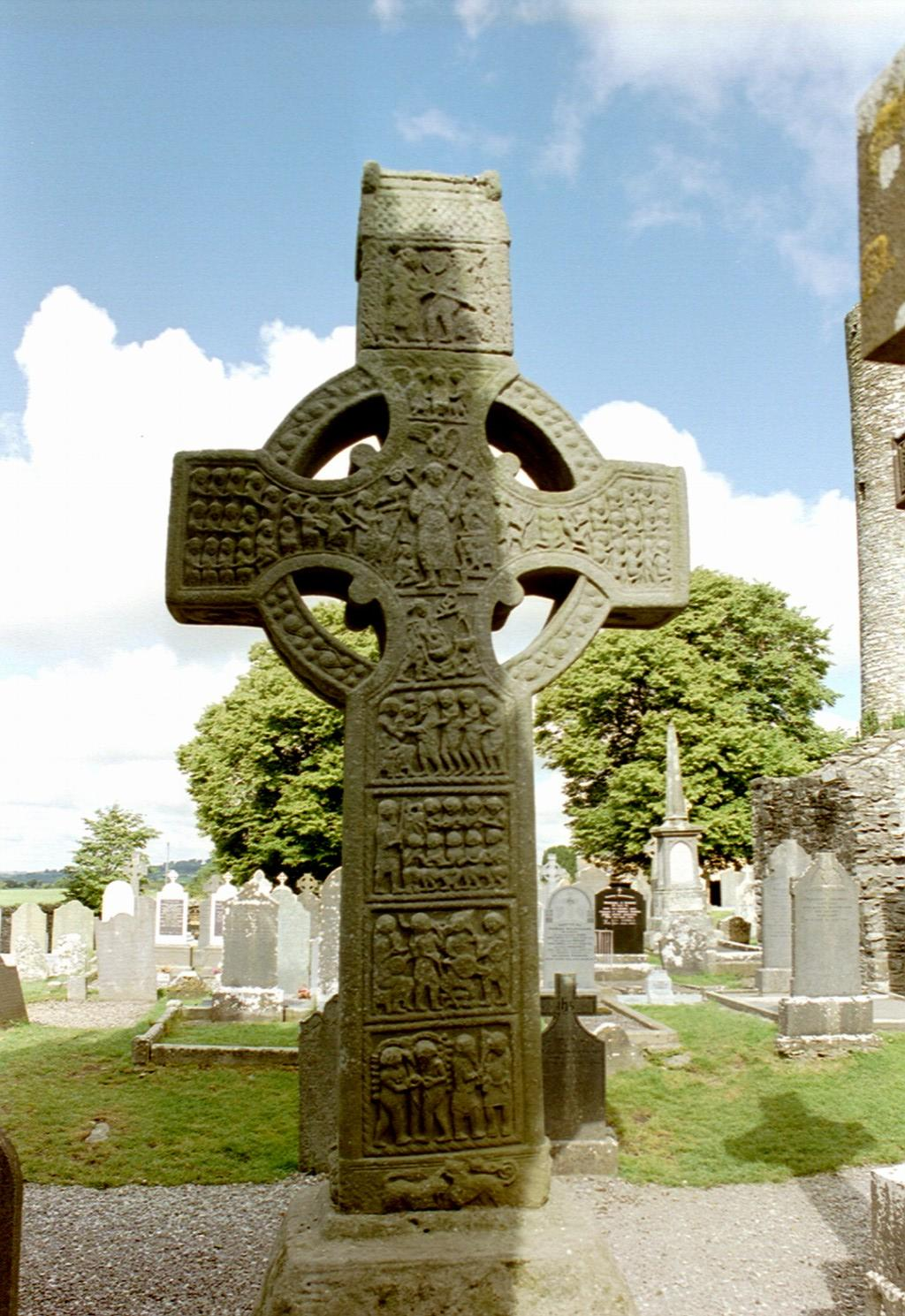
La cruz de Muiredach.

Las ruinas de Monasterboice (en irlandés: Mainistir Bhuithe) están situadas en el condado de Louth en Irlanda a unos ocho kilómetros de Drogheda.
El recinto tiene sus orígenes en el siglo V cuando San Buite, discípulo de San Patricio lo funda.
El conjunto monumental está constituido por las ruinas de dos iglesias y una torre circular, pero lo más importante del conjunto son las cruces celtas.

## Cruces celtas
Las cruces celtas del cementerio se remontan hasta el siglo X y están consideradas como las mejores de Irlanda, destacando entre ellas la West Cross (conocida también como la Tall Cross) y la cruz de Muiredach considerada la mejor de Irlanda.

## Torre redonda
La torre circular del yacimiento está ubicada en una esquina del mismo, tiene un altura de treinta metros.

## Galería de imágenes

Mainistir Bhuithe - Monasterboice
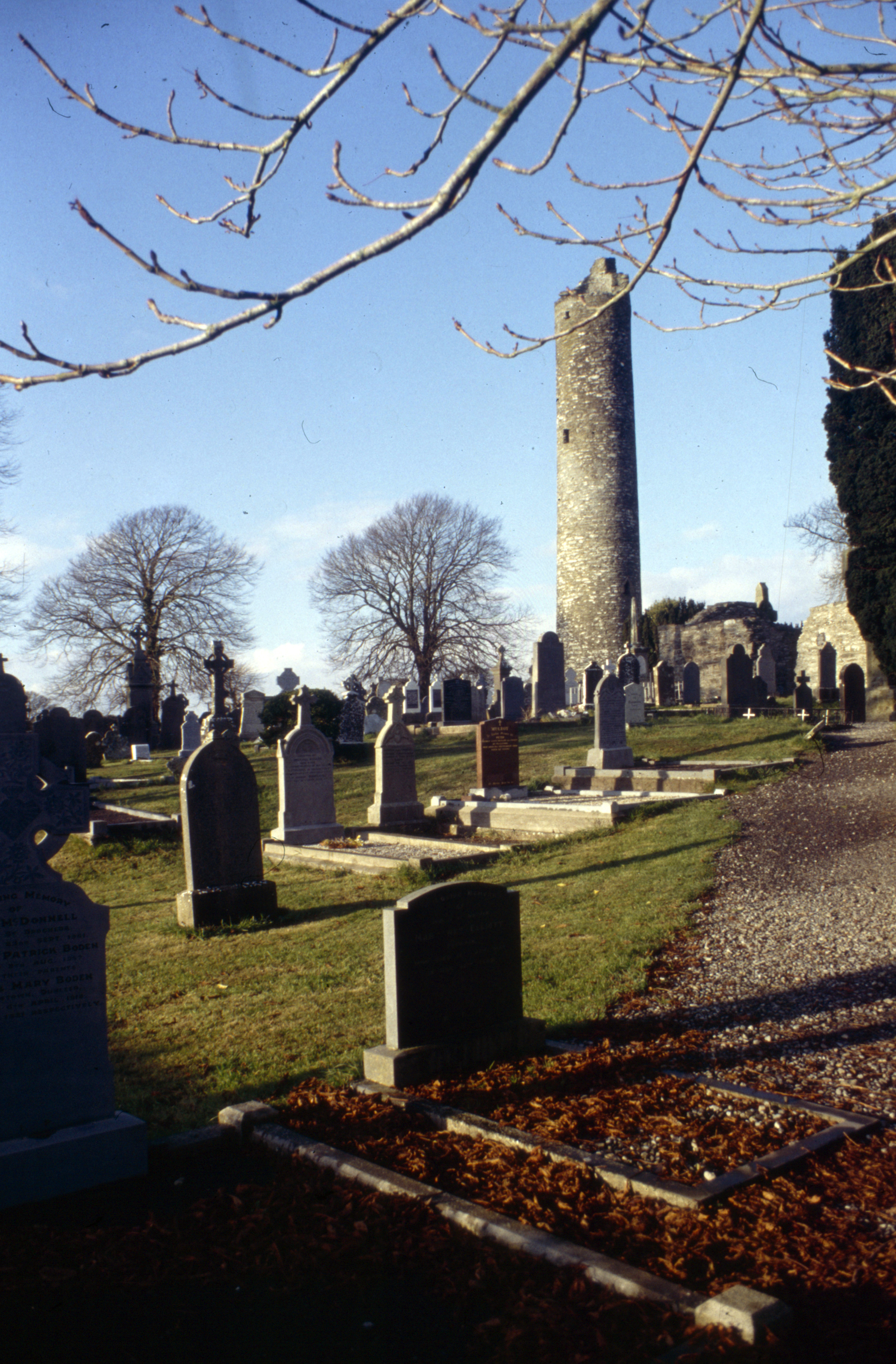
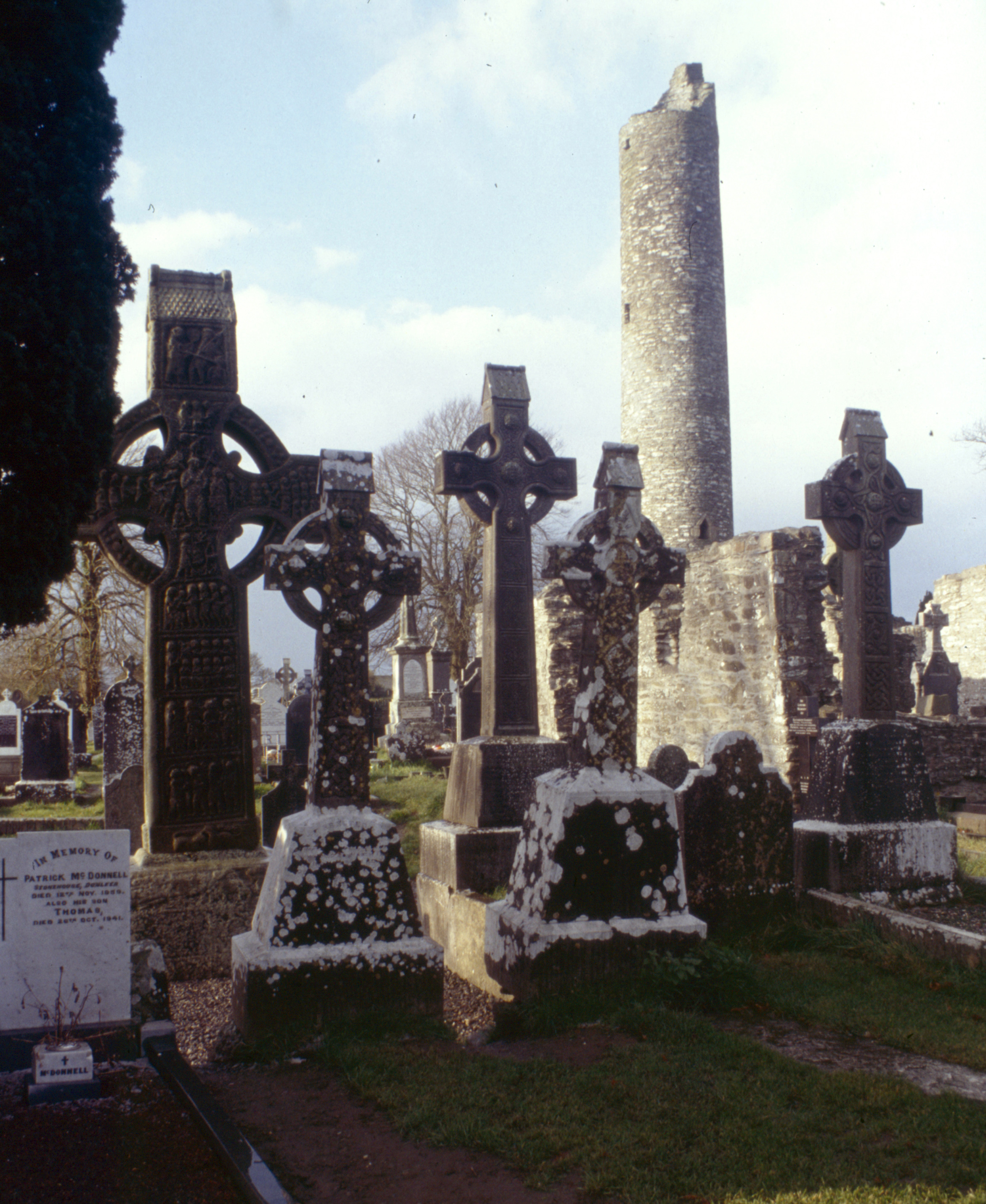
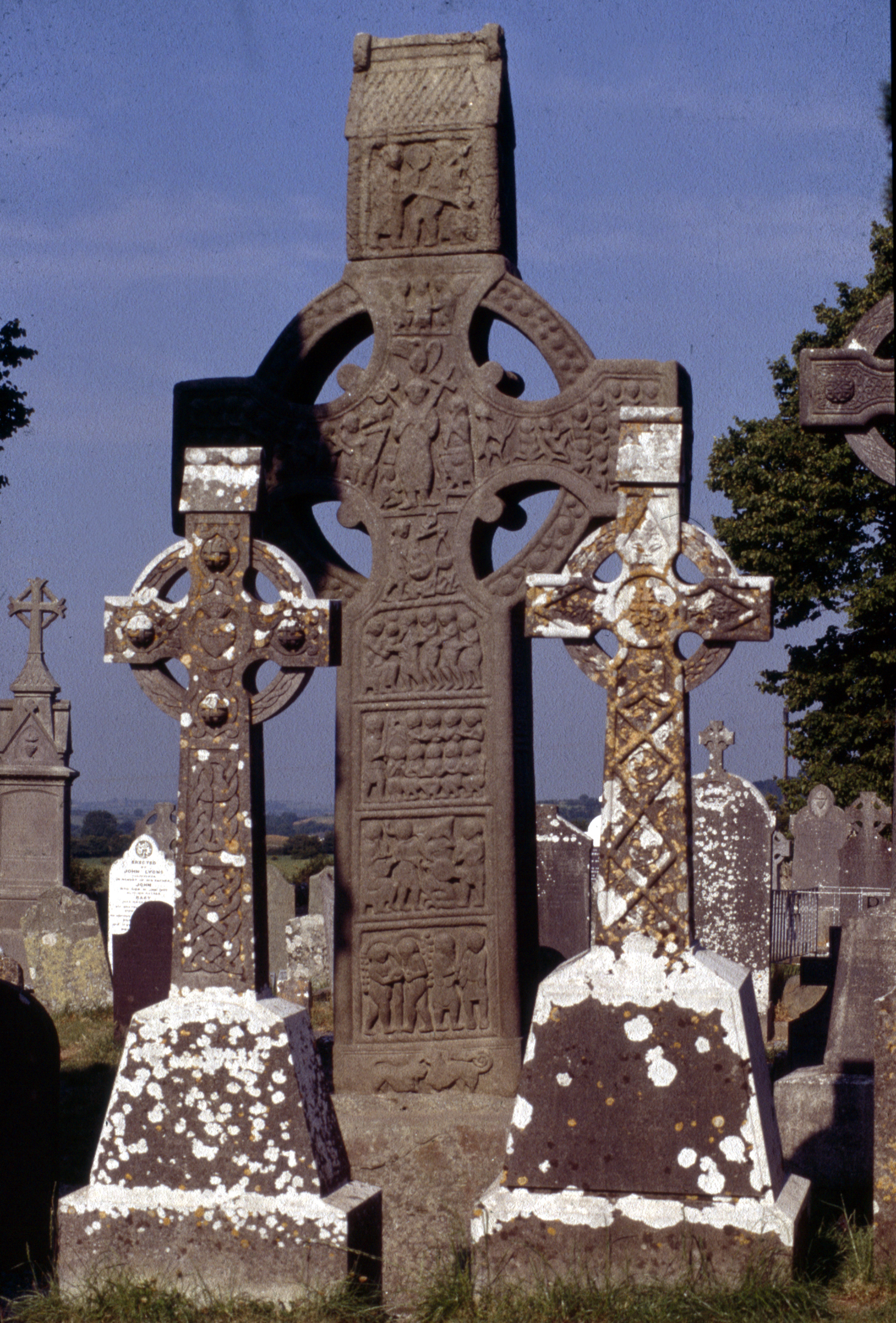
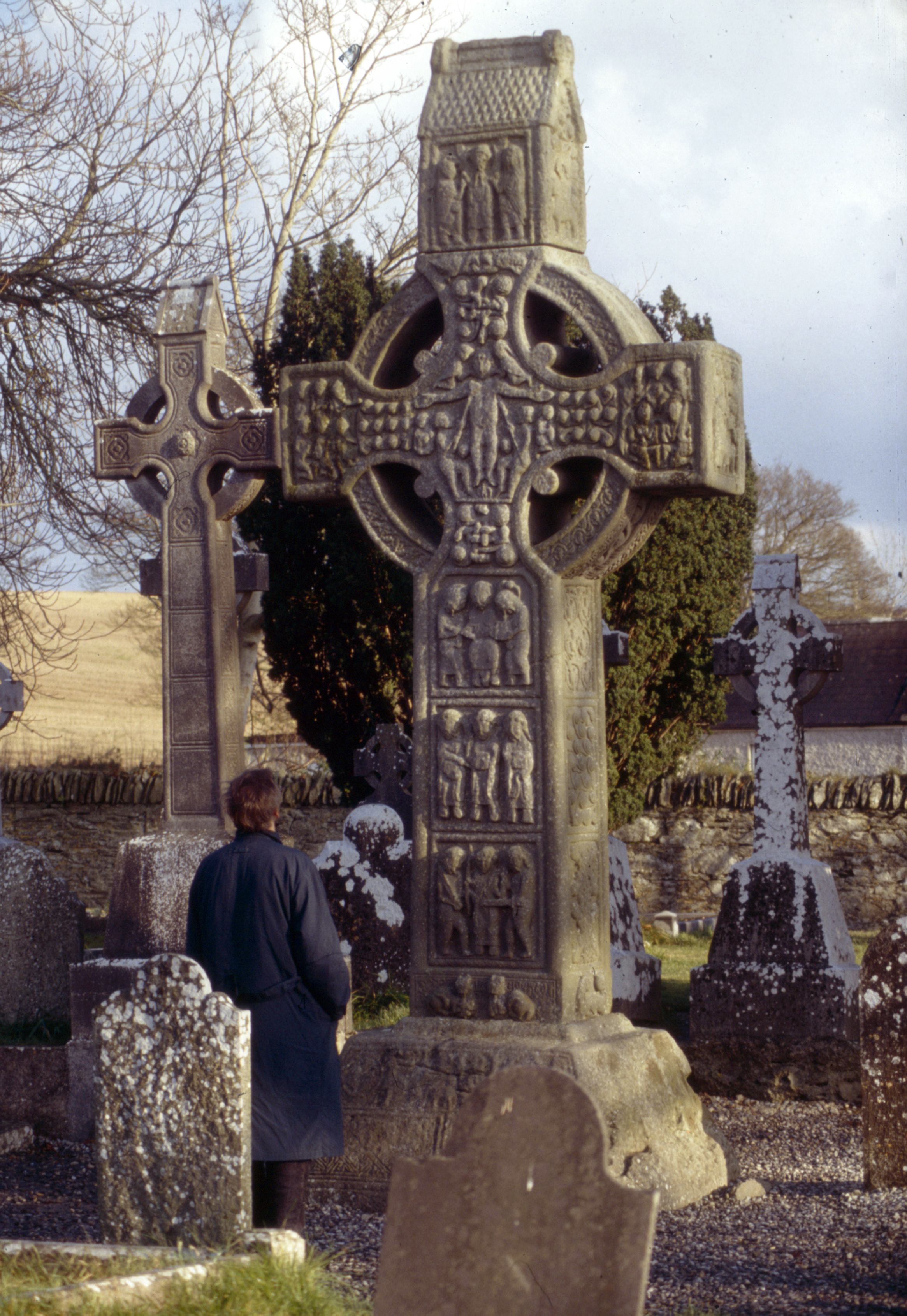
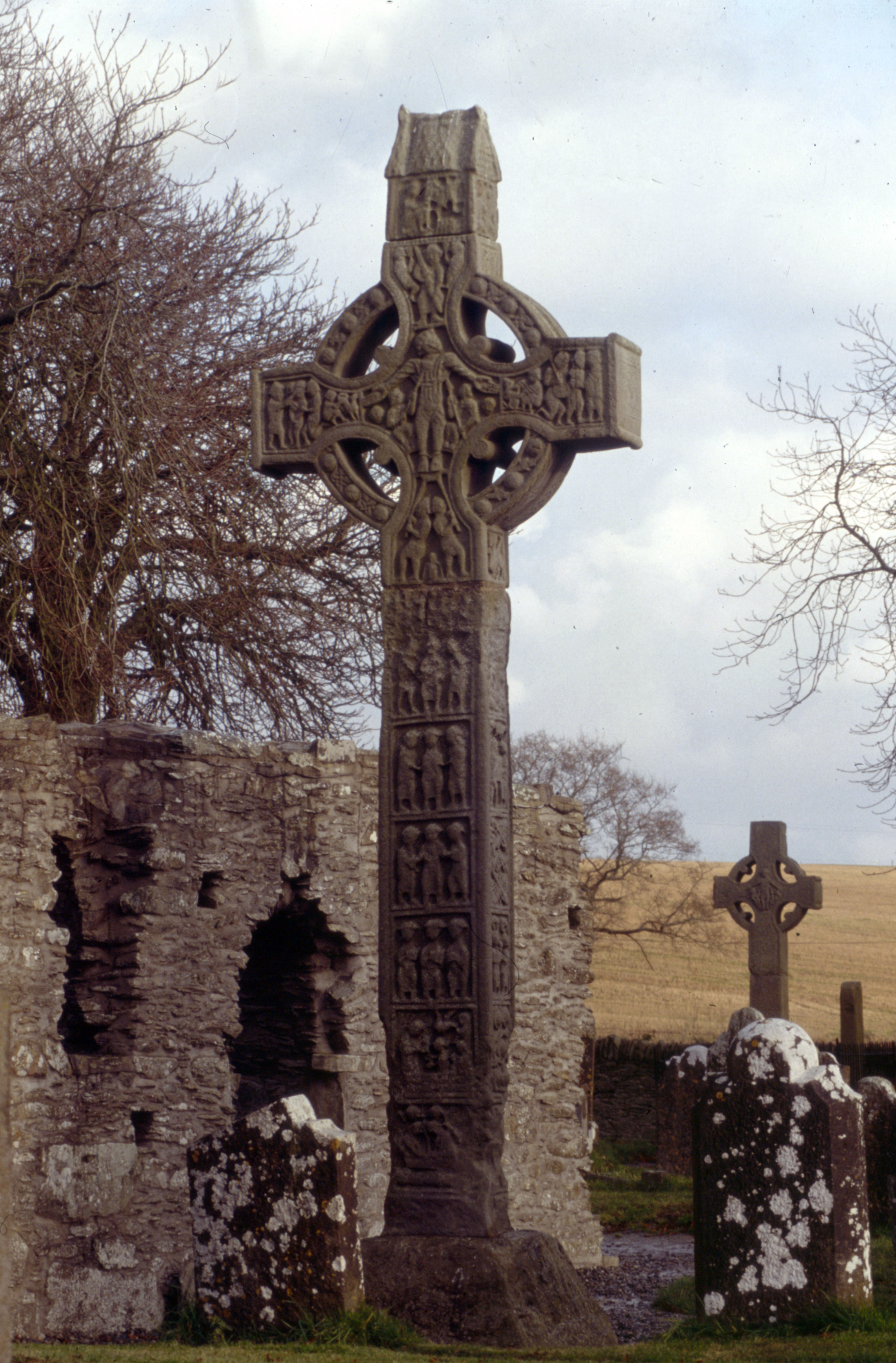
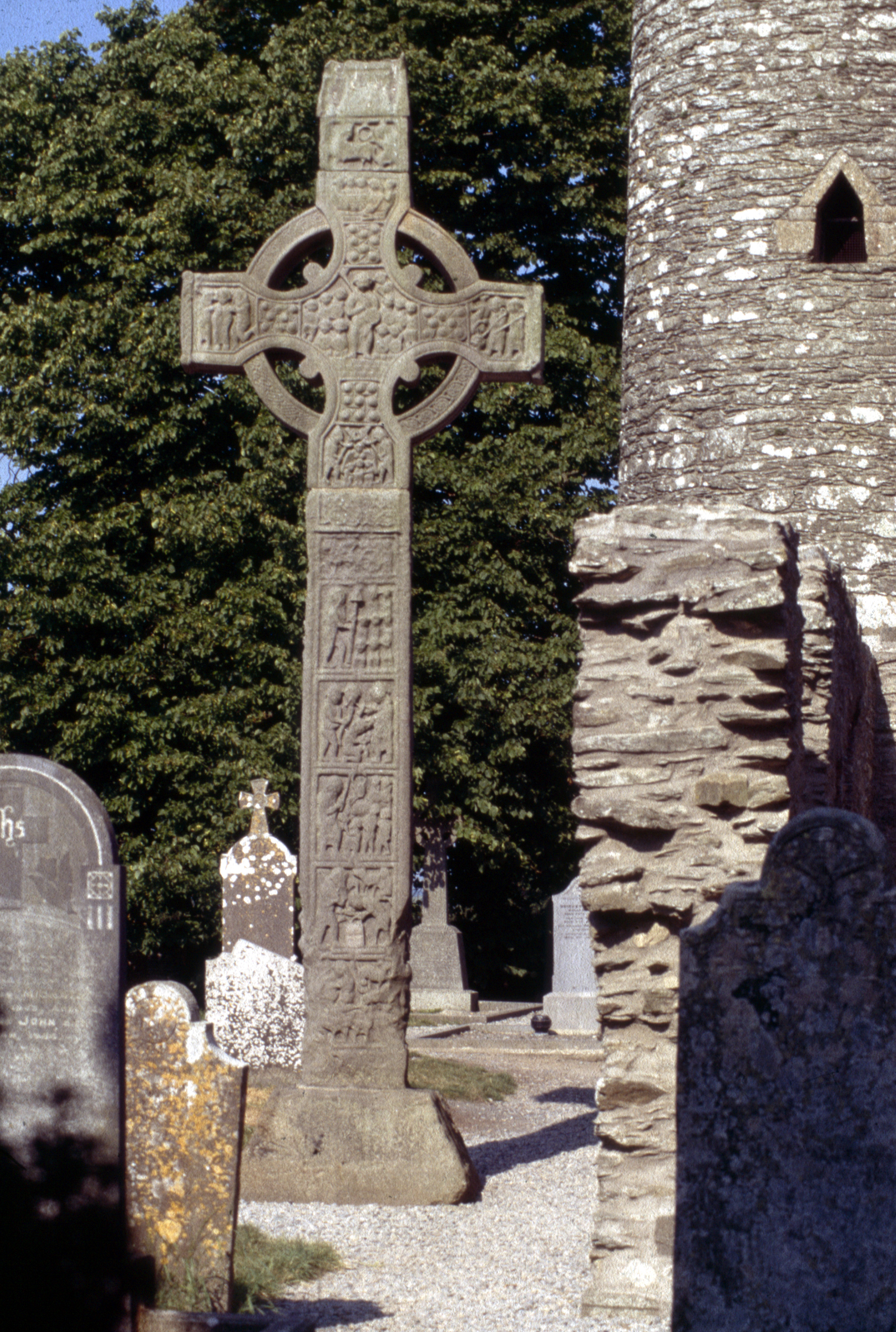
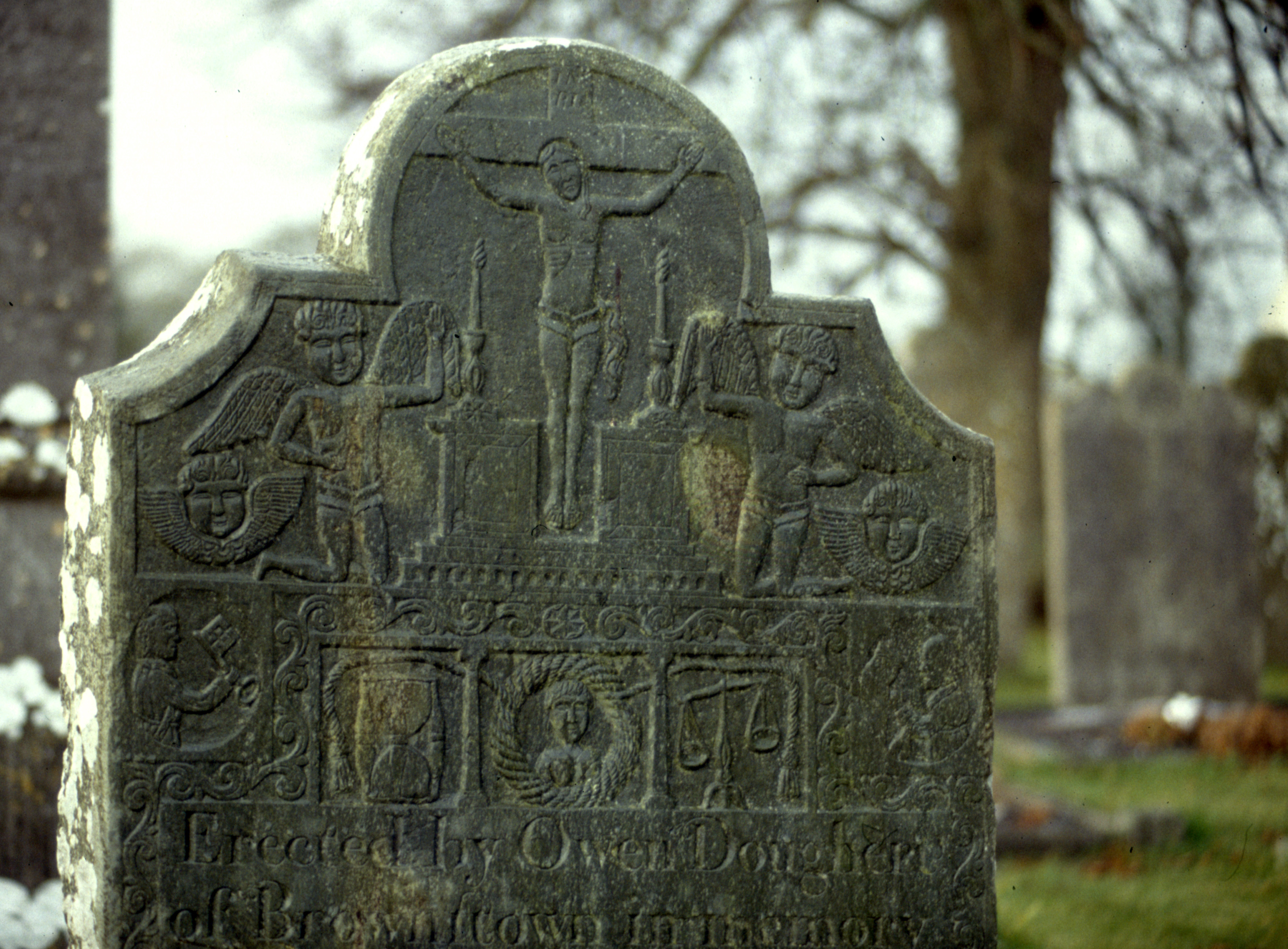
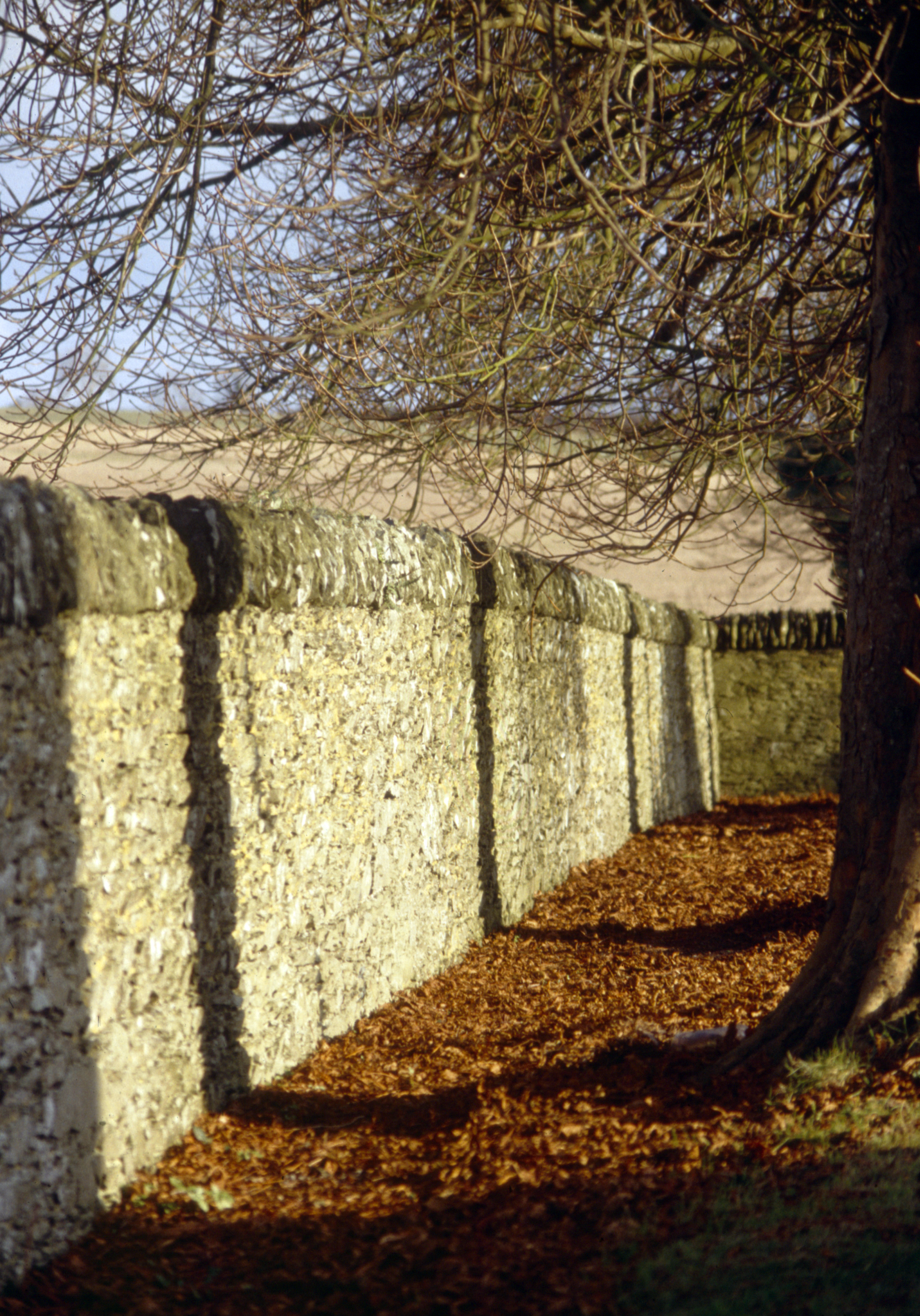